# Borne de l'Agora
Pour les articles homonymes, voir Monnaie (homonymie).

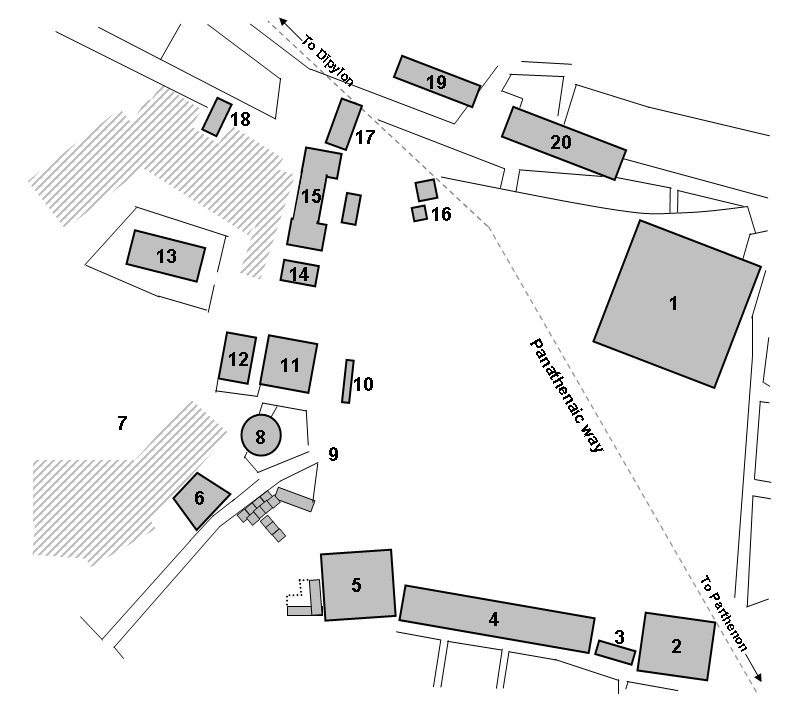
Plan très approximatif (orienté le nord en haut) de l'Agora d'Athènes au Ve siècle. La borne de l'Agora porte le no 9.

Le terme borne de l'Agora désigne deux bornes situées dans l'Agora d'Athènes.

## Description et fonction
Les bornes de l'Agora sont deux bornes retrouvées in situ dans l'agora avec une inscription en lettres attiques du Ve siècle av. J.-C. disant : "Je suis la borne de l'Agora". Ces pierres étaient utilisées pour marquer la limite du terrain sacré de l'Agora qui ne devait pas être pénétré par des criminels condamnés. 